# Illikhoven
Illikhoven (Limburgs:Illekaove) is een gehucht in de Nederlandse gemeente Echt-Susteren gelegen in de provincie Limburg. Het ligt tussen de Maas en het Julianakanaal. Ten westen van Illikhoven mondt de Kingbeek in de Maas.

## Geschiedenis
Illikhoven was eeuwenlang verdeeld over twee verschillende rechtsgebieden: de huizen ten noordoosten van de weg die het gehucht doorsnijdt maakten deel uit van het Overkwartier van Gelre (Staats-Opper-Gelre) en behoorden tot het ambt Montfort. Later hoorde dit deel van Illikhoven tot de gemeente Roosteren. De huizen ten zuidwesten van de weg hoorden onder het Land van Gulik en maakten deel uit van het ambt Born en na 1811 van de gemeente Born. Thans horen beide delen samen onder de gemeente Echt-Susteren.
Rond 1545 is Menno Simons in Illikhoven geweest en preekte in het noordelijk gelegen gehucht Visserweert.
In 1924 krijgt het gehucht een halte aan de tramlijn Roermond - Sittard. Deze lag in het gebied wat nu industriegebied Holtum-Noord is. Trams stopten 'op tijdig verzoek'. In 1933 werd de dienst gestaakt en het spoor opgebroken.
Illikhoven heeft sterk te lijden gehad van overstromingen door de Maas, de laatste in 1995.

## Bezienswaardigheden
- In Illikhoven staat een hulpkerk uit 1947, de Onze-Lieve-Vrouw van de Allerheiligste Rozenkranskerk, welke in 2012 werd onttrokken aan de eredienst.
- Jasperskapelke, aan hoek Illikhovenerstraat/Tabeckersweg, bevat een herinneringskruis van 1840, opgericht door de familie Jaspers naar aanleiding van de dood van een ruiter. In 1850 werd een kapelletje gebouwd om het kruis te beschermen.

## Nabijgelegen kernen
Visserweert, Schipperskerk, Holtum, Buchten

## Galerij

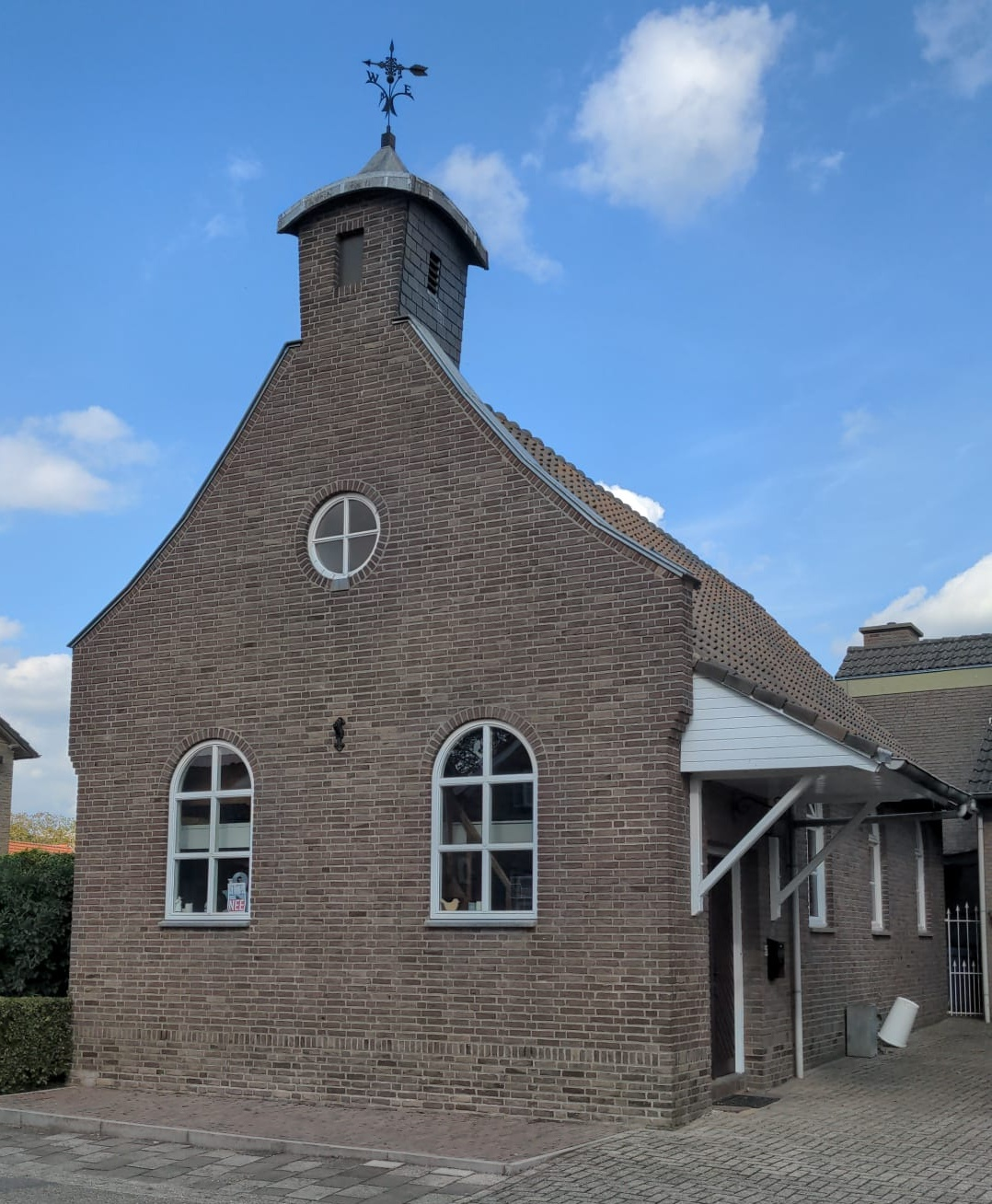
Onze-Lieve-Vrouw van de Allerheiligste Rozenkranskerk
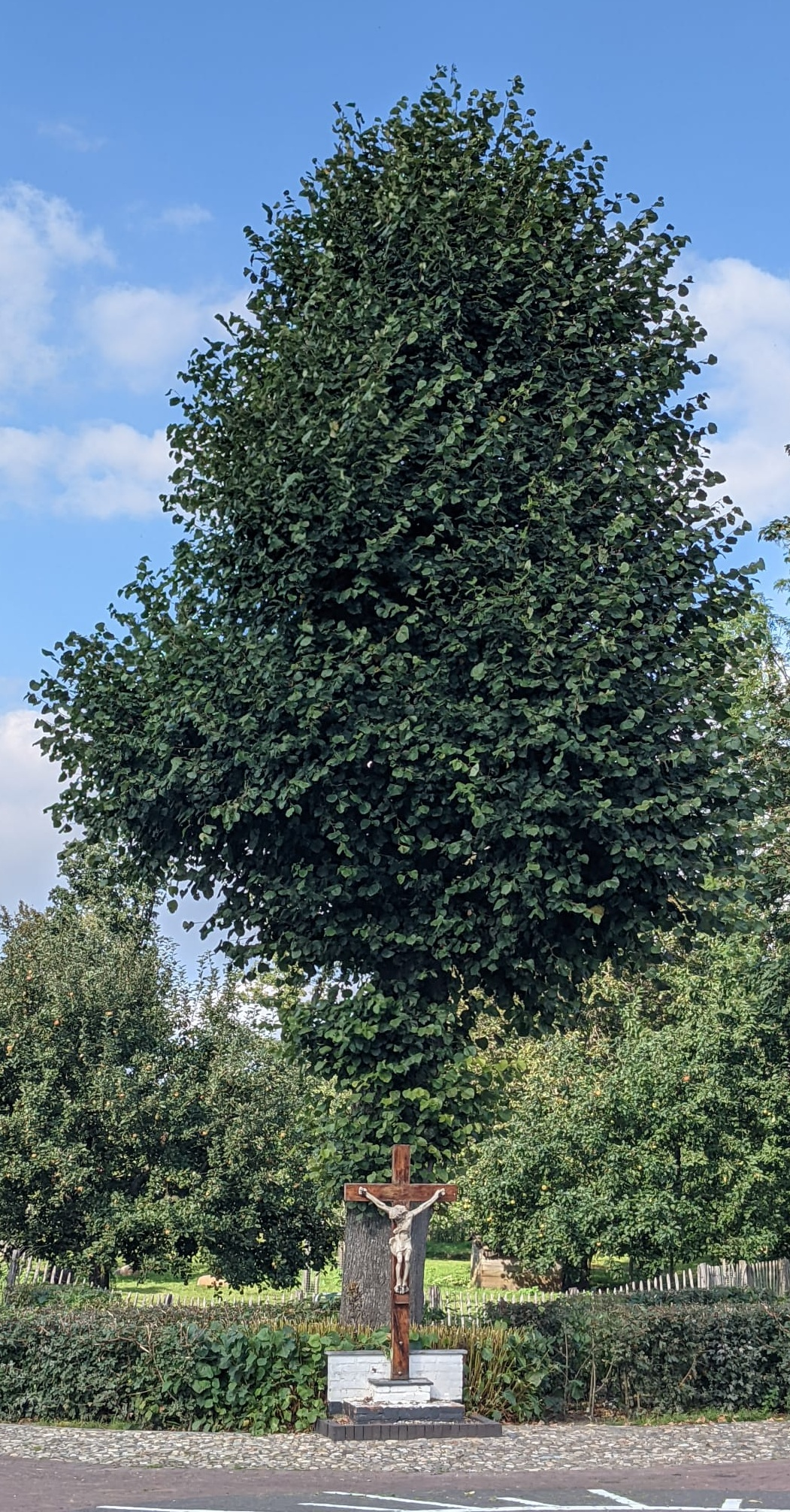
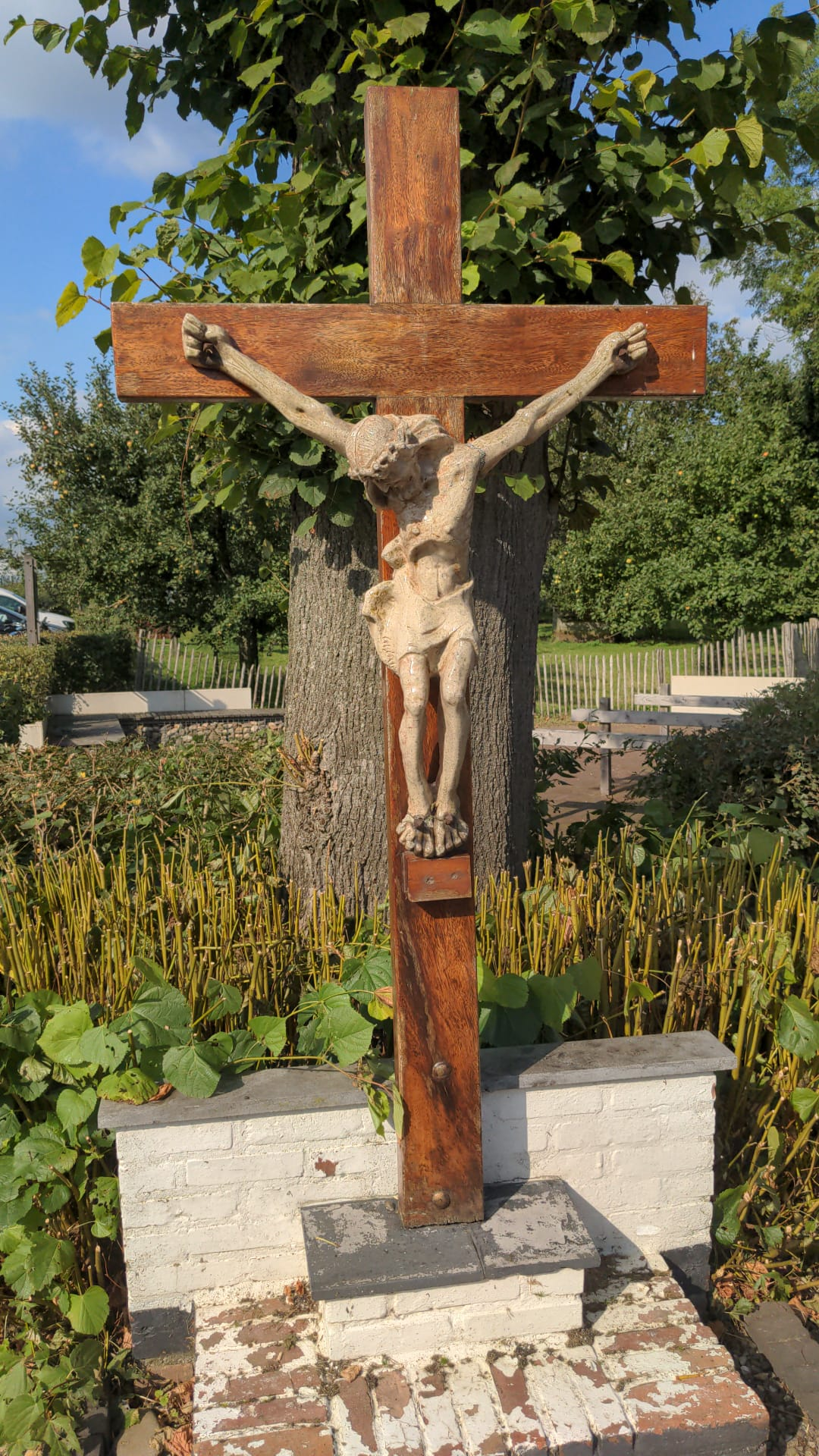